# Природни споменик Храст лужњак у селу Љешници
Природни споменик Храст лужњак у селу Љешници је заштићено природно добро од 1964. године које се налази у селу Љешница, општина Кучево, у Браничевском управном округу.  

## Споменик природе
Храст лужњак у селу Љешници је под заштитом од 1964. године.

## Управљач
Споменик природе поверен је на управљање Војкић (Милоја) Марку, земљораднику из Љешнице.